# Fumaria reuteri
Fumaria reuteri, comúnmente llamada conejillos o hierba del conejo, es una planta herbácea anual de la subfamilia Fumarioideae, familia Papaveraceae.

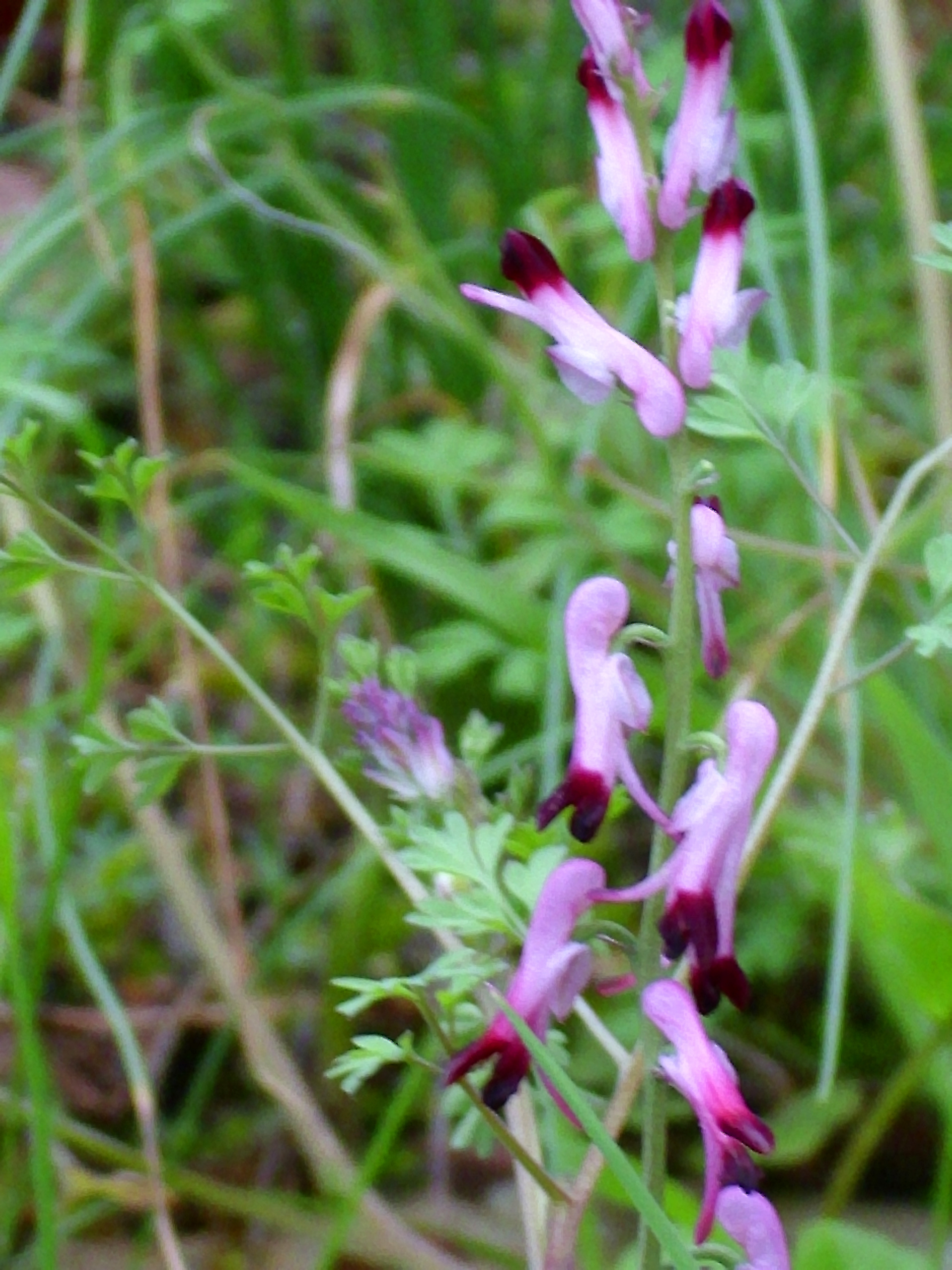
Inflorescencia

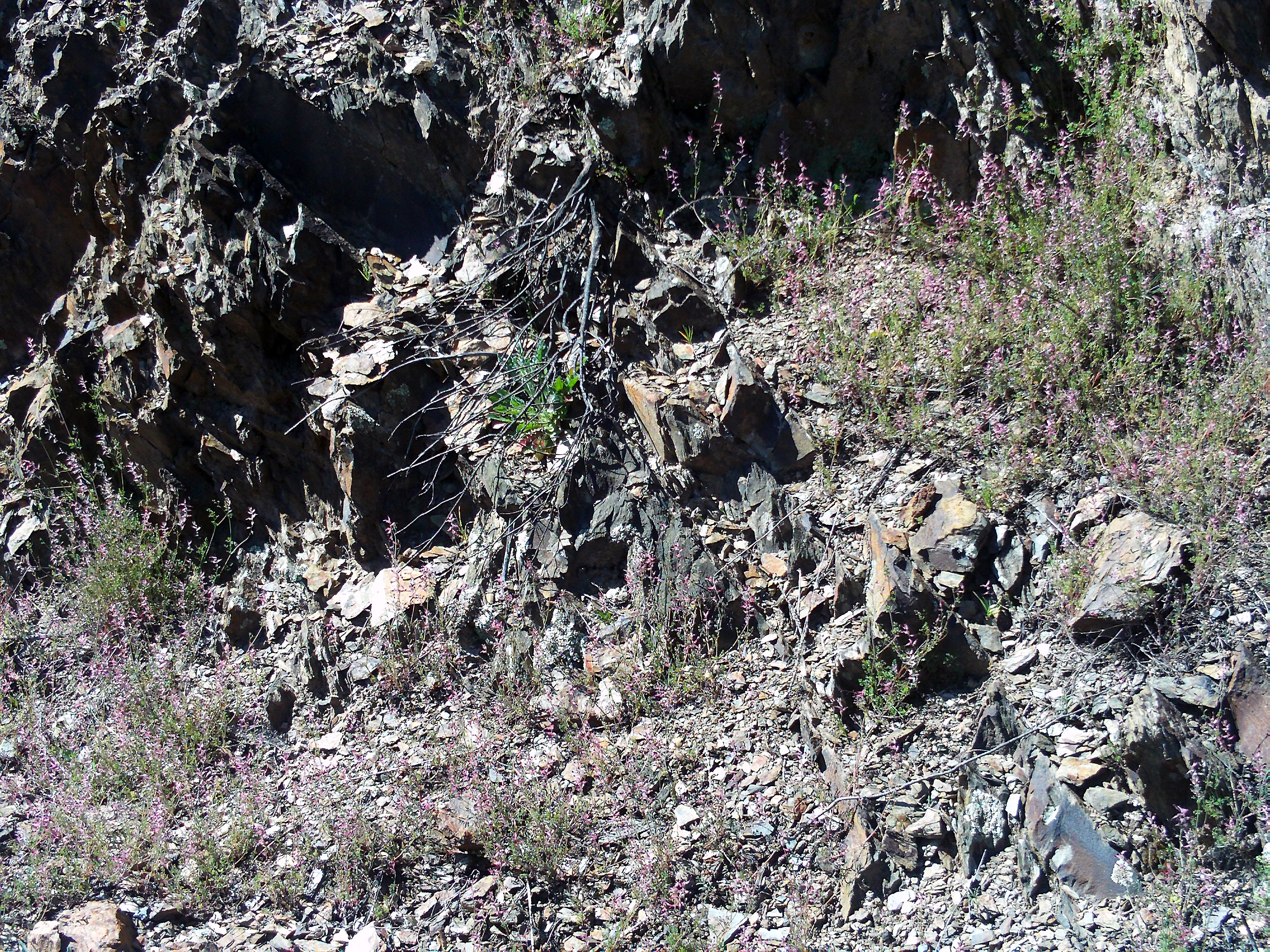
En su hábitat

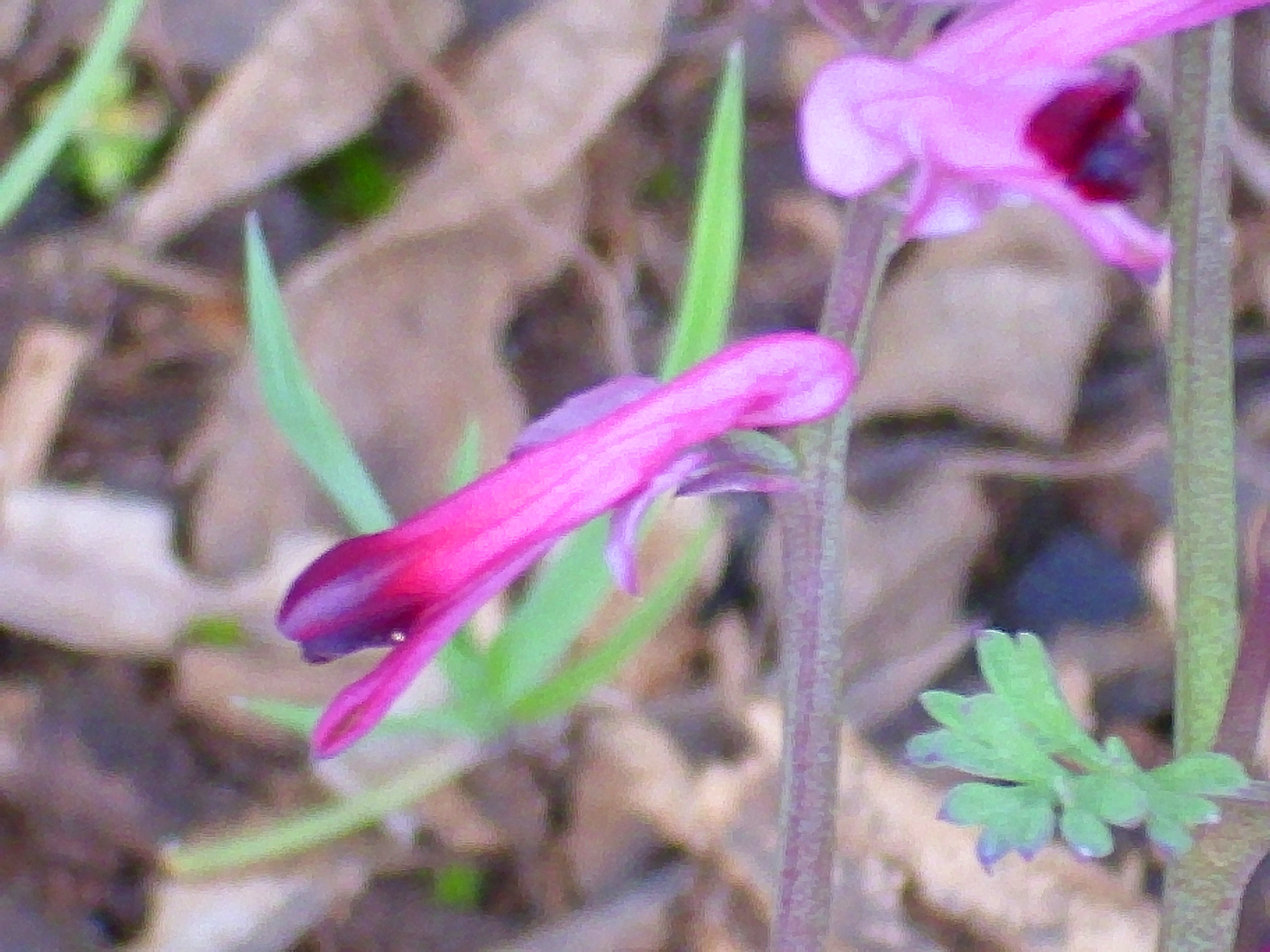
Flor

## Descripción
Tallos de hasta 50 (-70) cm, ascendentes o decumbentes. Racimos 2-3 veces más largos que el pedúnculo. Brácteas de 1,5-2,5 mm, más cortas o casi tan largas como los pedicelos fructíferos. Pedicelos fructíferos erecto-patentes o recurvos. Flores de (8-) 10-12 mm, blanco-rosadas o rosado-purpúreas, con ápice purpúreo-negro. Sépalos de 3-4,5 x 1,8-2 mm, ovados, subenteros o dentados en la base. Aquenios de 2,25-2,5 x 1,75-2,25 mm. ovoideos o ligeramente elipsoideos, apiculados, ligeramente tuberculados-rugosos. Florece en invierno, primavera y principios del verano.

## Distribución y hábitat
En el Mediterráneo Occidental. Habita en bordes de caminos, cultivos y matorrales, sobre suelos silíceos.

## Taxonomía
Fumaria reuteri  fue descrita por Pierre Edmond Boissier y publicado en Diagnoses Plantarum Orientalium Novarum 2(8): 13. 1849.
Citología
Número de cromosomas de Fumaria reuteri (Fam. Papaveraceae) y táxones infraespecíficos: n=24; 2n=48
Etimología
Ver: Fumaria
reuteri: epíteto otorgado en honor del botánico Georges François Reuter.
Sinonimia
- Fumaria agraria subsp. merinoi Pau ex Merino
- Fumaria apiculata Lange
- Fumaria bonanovae Sennen
- Fumaria martinii Clavaud
- Fumaria merinoi Pau ex Merino
- Fumaria muralis var. multiflora Paunero
- Fumaria muralis var. paui Sennen
- Fumaria muralis var. tenuisecta Pau
- Fumaria paradoxa Pugsley
- Fumaria reuteri subsp. martinii (Clavaud) A.Soler	[4]

## Nombres comunes
- Castellano:  fumaria, pies del Señor, sangre de Cristo, zapaticos del Niño Jesús.[5]